# Andrzej Głowacki (designer)

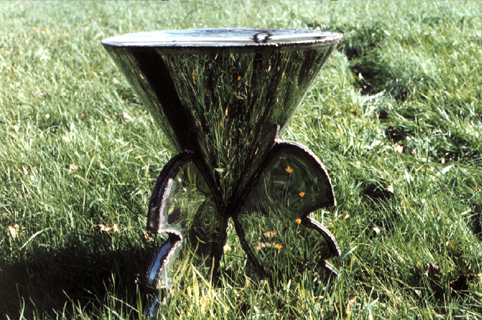
Trzy skszydełka stal proj. Andrzej Głowacki

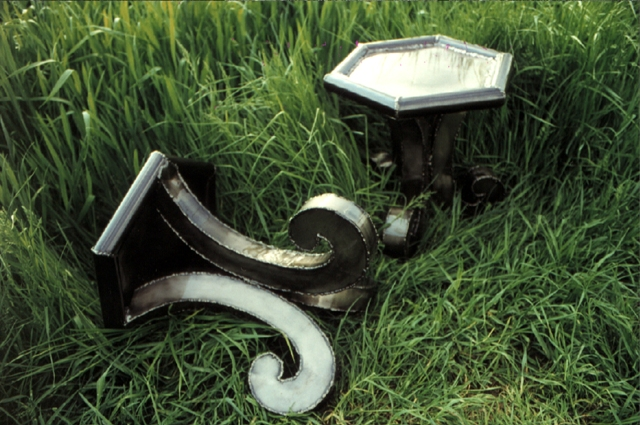
Taboretka stal proj. Andrzej Głowacki

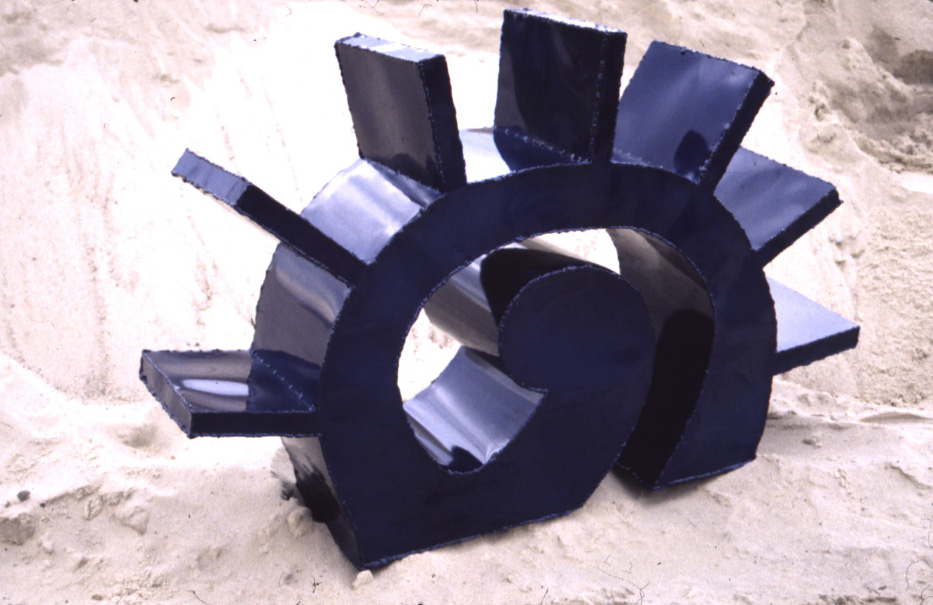
Maszyna parowa Maszyna książkowa stal proj. Andrzej Głowacki

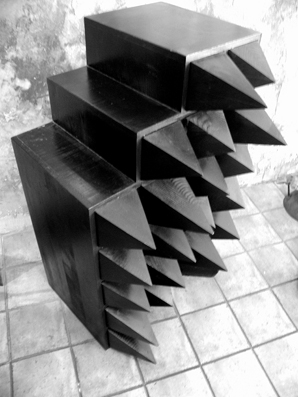
Kociłapci drewno proj. Andrzej Głowacki

Andrzej Paweł Głowacki (ur. 29 listopada 1948 w Częstochowie) – projektant, architekt wnętrz, grafik, prof. zw. Akademii Sztuk Pięknych w Krakowie, gdzie prowadził III Pracownię Projektowania Architektury Wnętrz, do 30.06.2024 r. kierownik Zakładu Grafiki Komputerowej w rzeszowskiej WSIiZ.

## Biogram

### Zatrudnienie i osiągnięcia
- Akademia Sztuk Pięknych w Krakowie Wydział Architektury Wnętrz – 1974[1]
- Przewód kwalifikacyjny I stopnia – 1985
- Przewód kwalifikacyjny II stopnia – 1991
- Tytuł naukowy profesora z rąk prezydenta Lecha Wałęsy – 1995
- Rada Główna Szkolnictwa Wyższego 2010–2011
- Rada Główna Nauki Szkolnictwa Wyższego 2011–2014

### Kariera naukowa
Absolwent Wydziału Architektury Wnętrz krakowskiej ASP. Jego praca doktorska ukazywała przełomowe podejście metodologiczne do projektowania, pojmowanego przez niego w kategoriach aktu twórczego, w którym istotny jest nie tylko pomysł, ale także wkład emocjonalny i świadomość projektującego.
W latach 1990 – 1993 pełnił funkcję dziekana Wydziału Architektury Wnętrz. Jako pierwszy dziekan po 1989 roku zapoczątkował proces reformowania wydziału. Wiele z wprowadzonych przez niego zasad ułatwia życie studentom do dziś, m.in. możliwość zmiany pracowni co semestr w celu poznania metod pracy i filozofii projektowej różnych wykładowców.
Zajmuje się zagadnieniami projektowania przestrzeni wirtualnej i przestrzeni rzeczywistej.

## Popularyzowanie nauki
W latach 2011 – 2016 pełnił funkcję redaktora naczelnego międzynarodowego czasopisma naukowego CyberEmpathy: Magazine of Visual Communication and New Media in Art Science Humanities Design and Technology, wyd. Marika Wato. Idea czasopisma wywodziła się z książki "Od empatii do cyberprzestrzeni" autorstwa Andrzeja Głowackiego, wydanej w roku 2009. Pismo kontynuowało zagadnienia poruszane w książce a w szczególności problematykę przestrzeni wirtualnej. Łącznie pod redakcją Andrzeja Głowackiego ukazało się  czternaście wydań pisma o transhumanistycznej tematyce:
Issue 1 / 2011 (1) Sketches from Virtual Reality
Issue 2 / 2011 (2) The Gilliam’s Atlas
Issue 1 / 2012 (3) Cyber Fields Forever
Issue 2 / 2012 (4) Cyber Sky
Issue 1 / 2013 (5) Soluble Fish
Issue 2 / 2013 (6) Contemporary Art in Public Space
Issue 3 / 2013 (7) Architecture for Human, Humanism for Architecture
Issue 4 / 2013 (8) The Code
Issue 5 / 2013 (9) Visual Strategies
Issue 1 / 2014 (10) Augmented Reality
Issue 2 /2014 (11) Cyber Art
Issue 1 / 2015 (12) Hyper Visions
Issue 2 /2015 (13) The Eco-existentialism Theories
Issue 1 / 2016 (14) The Archetypes of Cyber Space

## Projekty
Jeden z najbardziej znanych polskich projektantów lat dziewięćdziesiątych Był twórcą utrzymanej w duchu surrealizmu Galerii Jo Design, działającej w Krakowie w latach 1992 – 1996. Galeria mieściła się w Zaułku św. Tomasza. Odwiedzali ją liczni artyści: plastycy, aktorzy, pisarze, dziennikarze polscy i zagraniczni.
Projekty z lat dziewięćdziesiątych cechuje optymizm, zabawa formą i duża odwaga stylistyczna. Jest to design całkowicie niekonwencjonalny, zmierzający ku odrealnieniu, ale niepozbawiony funkcji użytkowej. Spośród licznych realizacji najbardziej charakterystyczne są meble, lampy i szkła, których finezyjne kształty i zabawne, a zarazem filozoficzne tytuły znalazły sobie licznych wielbicieli w kraju i za granicą.

## Inspiracje
Jego pasją i wielką inspiracją projektową jest współczesna fizyka teoretyczna ujmowana przez niego w kontekście alchemii i wiedzy tajemnej dawnych kultur. W projektowaniu stawia na nowoczesne i przyszłościowe rozwiązania. Jest zwolennikiem wychodzenia naprzeciw potrzebom przyszłości, stąd jego umiłowanie dla transhumanizmu, nauczanie projektowania dla potrzeb cyberprzestrzeni oraz nacisk na wykorzystywanie najnowszych narzędzi projektowych.

## Twórczość

### Wystawy
Rysunku, malarstwa, grafiki, collage, w Polsce i za granicą: Niemcy, Włochy, Holandia, Francja, m.in.:
- Muzeum Manggha Galeria Europa-Daleki Wschód "Archetyptura. Estetyka QR Kodu" 2015-2016
- Nijmeegs Museum – Commanderie van Sint Jan 1985
- Museum Oud Rijnsburg – 1989 – 1990 – Kunst uit Oost – Europa

### Książki
- Andrzej Głowacki: Od empatii do cyberprzestrzeni. Konsorcjum Akademickie. Wydawnictwo WSE w Krakowie, WSIiZ w Rzeszowie i WSZiA w Zamościu, 2009. ISBN 978-83-62259-19-9. Brak numerów stron w książce
- Andrzej Głowacki: Archetyptura słowa. Kraków: 2009. ISBN 978-83-929554-0-5. Brak numerów stron w książce
- Andrzej Głowacki: Rozpuszczalna ryba w nierozpuszczalnej rzeczywistości. Kraków: 2009. ISBN 978-83-929554-1-2. Brak numerów stron w książce
- Andrzej Głowacki: W kręgu Jo Design: projektowanie – harmonia przeciwieństw. Kraków: Studio Jo Design, 1994. ISBN 83-902122-0-X. Brak numerów stron w książce

### Publikacje
- Andrzej Głowacki. Egipt w jeansie. „Archivolta”, s. 38-41, 1999. Kraków: Archivolta. ISSN 1506-5928.
- Andrzej Głowacki. Były sobie dwie łazienki. „Łazienka”. 2(36), 1999. Białystok: Pool-Media. ISSN 1426-0700.brak numeru strony
- Andrzej Głowacki. Rozszerzanie świadomości. „Architektura i Biznes”. 6, 1999. Kraków: Firma Wydawniczo-Reklamowa RAM. ISSN 1230-1817.brak numeru strony
- Andrzej Głowacki. Juliusz Verne w Kopalni Soli. „Architektura i Biznes”. 8, 1998. Kraków: Firma Wydawniczo-Reklamowa RAM. ISSN 1230-1817.brak numeru strony
- Andrzej Głowacki. Nasza przestrzeń i miejsce. „Architektura i Biznes”. 1(1), lipiec 1992. Kraków: Firma Wydawniczo-Reklamowa RAM. ISSN 1230-1817.brak numeru strony

## Filmografia
- Album Sztuki Krakowskiej: Rozmowa z Andrzejem Głowackim. [TV – film emitowany, dokument]. Kraków: TVP SA. 1995.